# NGC 4673
NGC 4673 (również PGC 43008 lub UGC 7933) – galaktyka eliptyczna (E1), znajdująca się w gwiazdozbiorze Warkocza Bereniki. Odkrył ją William Herschel 6 kwietnia 1785 roku.